# 의령 오방리 임천정
의령 오방리 임천정(宜寧 五方里 臨川亭)은 한국의 독립운동가이며 유학자인 수산 이태식의 처소 겸 서당이다. 대한민국 경상남도 의령군에 있으며, 2009년 11월 19일 경상남도 문화재자료 제485호로 지정되었다.

## 개요
이태식은 일제강점기 전국의 유림 대표 137명 중 한 사람으로, 당시 프랑스 파리에서 열린 만국평화회의에서 독립청원서를 보낸 파리장서 사건과 제2차 유림단 사건 등으로 약 7여 년 동안 일제의 수배를 당하는 고초를 겪었으며, 전 재산을 독립운동 군자금으로 바친 애국지사이다.
1926년 경 그의 제자와 사림이 본래 있던 행양서숙을 개축한 것이다. 단순하면서도 평범해 보이지만 조선후기의 건축 양식을 잘 보존하고 있다.

## 참고 문헌
- 의령 오방리 임천정 - 국가유산청 국가유산포털